# Vườn thú Warszawa
Vườn bách thú Warszawa, hay được gọi đơn giản là Sở thú Warszawa (tiếng Ba Lan: Warszawskie Zoo), là một vườn bách thú khoa học nằm dọc theo sông Wisła ở Warszawa, Ba Lan. Vườn thú có diện tích khoảng 40 hécta (99 mẫu Anh) nằm ở trung tâm Warsaw và đã đón khoảng 1.000.000 du khách mỗi năm, khiến nó trở thành một trong những sở thú đông đúc bậc nhất ở châu Âu. Đây là ngôi nhà của hơn 4.200 động vật đại diện cho hơn 500 loài.
Vườn thú Warszawa là một thành viên đã được công nhận của Hiệp hội Sở thú và Thủy cung Châu Âu (EAZA) và Hiệp hội Sở thú và Thủy cung Thế giới (WAZA).
Sở thú Warszawa đã từng là nơi ẩn náu của người Do Thái và trốn thoát khỏi Warsaw Ghetto trong Chiến tranh thế giới thứ hai. Những người bảo vệ vườn thú Jan và Antonina Żabiński, chịu trách nhiệm cứu trợ hàng trăm người Do Thái trong khuôn viên sở thú, cuối cùng đã được phong tặng danh hiệu Công bình giữa các quốc gia vì những sự đóng góp, nỗ lực và thiện chí của họ. Những sự kiện này đã được ghi lại trong cuốn tiểu thuyết Vợ của người giữ vườn thú của Diane Ackerman và trong bộ phim truyền hình chiến tranh năm 2017 có sự tham gia của Jessica Chastain.

## Lịch sử
Thành lập

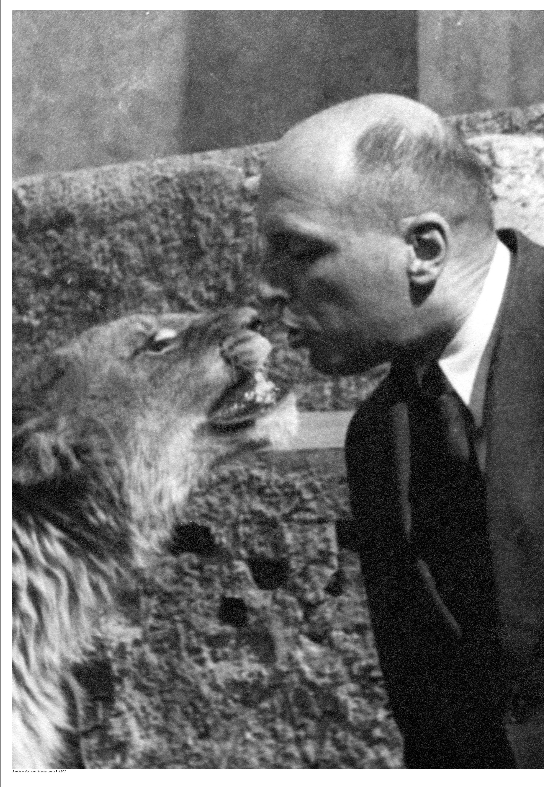
Jan abiński với một con sư tử, không rõ ngày

Mặc dù sở thú hiện tại đã được mở cửa vào ngày 11 tháng 3 năm 1928, nguồn gốc có thể được bắt nguồn từ thế kỷ 17, thường mở cửa cho công chúng. Vua John III Sobieski giữ một cung điện ở Wilanów, và thế kỷ 19 đã chứng kiến một số vườn thú tư nhân được mở trong thành phố.

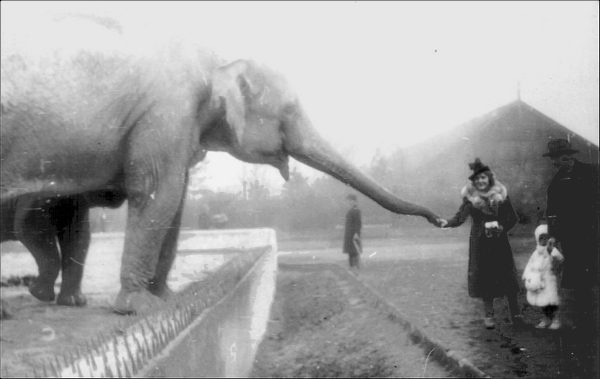
Sở thú năm 1938

M. Pągowski đã mở một vườn thú nhỏ trên đường Koshotowa vào năm 1926 và chuyển vườn thú này sang một khu đất mới rộng đến 10.000 mét vuông (110.000 foot vuông) khu vực này nằm trên Đại lộ 3 Maja vào năm 1927. Việc xây dựng Vườn Bách thú Thành phố rộng 32 hécta (79 mẫu Anh) cũng được bắt đầu vào năm 1927. Vào tháng 11 năm 1927, sở thú đã có được một giám đốc khi Wenanty Burdziński, cựu giám đốc và người sáng lập ra vườn bách thú ở Kiev, được bổ nhiệm vào vị trí này. Việc xây dựng vườn thú rất nhanh chóng, và vườn thú đã được mở cửa vào tháng 3 năm 1928, với một số động vật được mua bởi M. Pągowski và một số loài khác được tặng bởi Bảo tàng Sư phạm, có một vườn thú nhỏ trong khuôn viên của nó. Động vật cư trú tại vườn thú khi nó mở cửa bao gồm sư tử, hổ và một con voi cái Ấn Độ tên là Kasia.
Wenanty Burdziński đã chết vì bệnh viêm phổi cấp tính vào cuối năm 1928, và sau đó Jan abiński được bổ nhiệm làm giám đốc. Trước Thế chiến II, Jan đã giám sát việc tạo ra một số triển lãm bao gồm nhà khỉ, nhà voi, chuồng cho linh dương, một cái ao hải cẩu và chuồng hươu cao cổ. Ông là giám đốc của sở thú cho đến năm 1939, và được bổ nhiệm lại vào năm 1949, và tiếp tục giữ cương vị này cho đến năm 1951.
Năm 1937, chú voi cái Kasia của sở thú đã hạ sinh một chú voi con, đây là con voi Ấn Độ đầu tiên được sinh ra trong một sở thú Ba Lan.
Chiến tranh Thế giới II

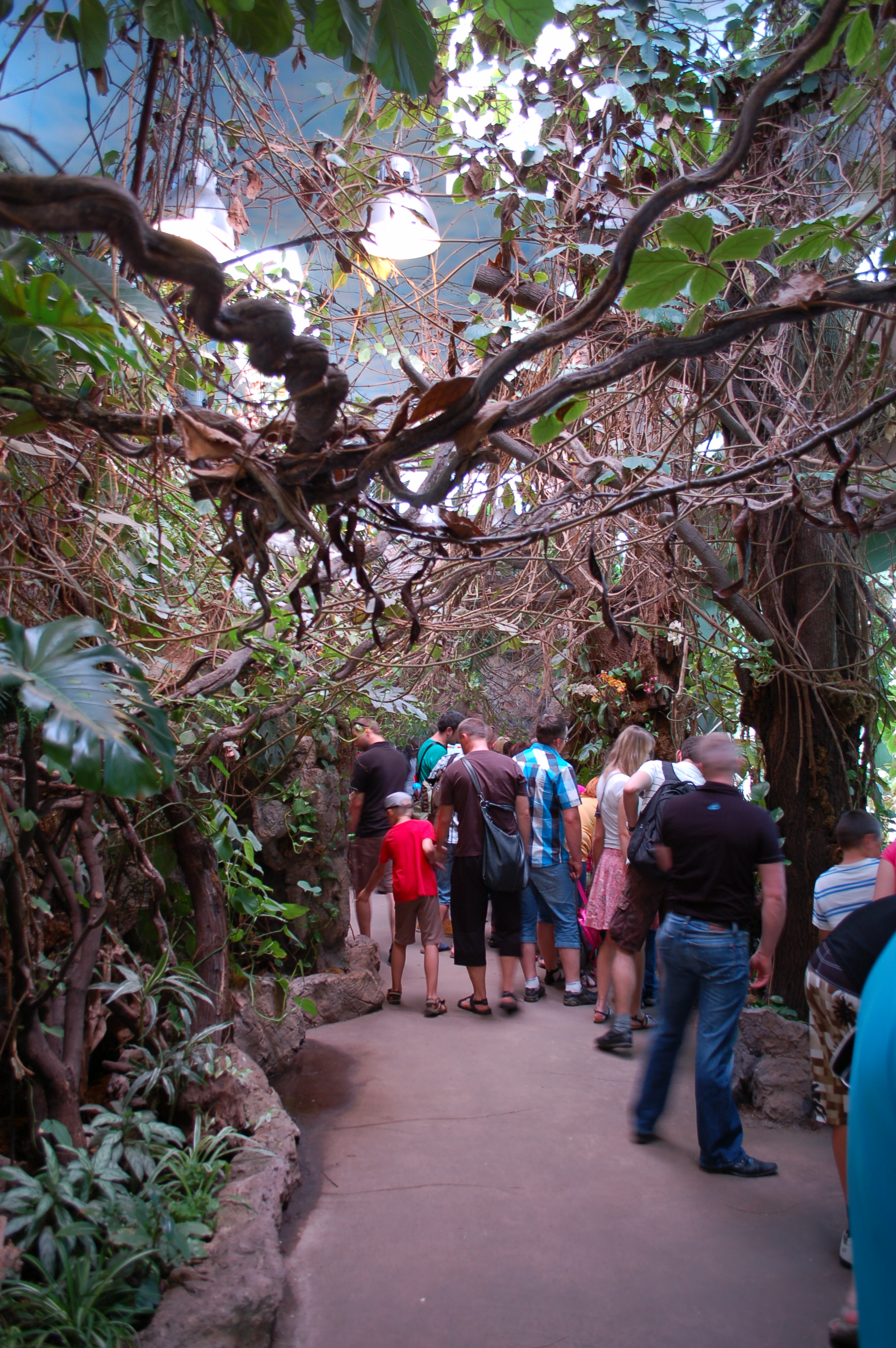
Ngôi nhà của động vật không xương sống

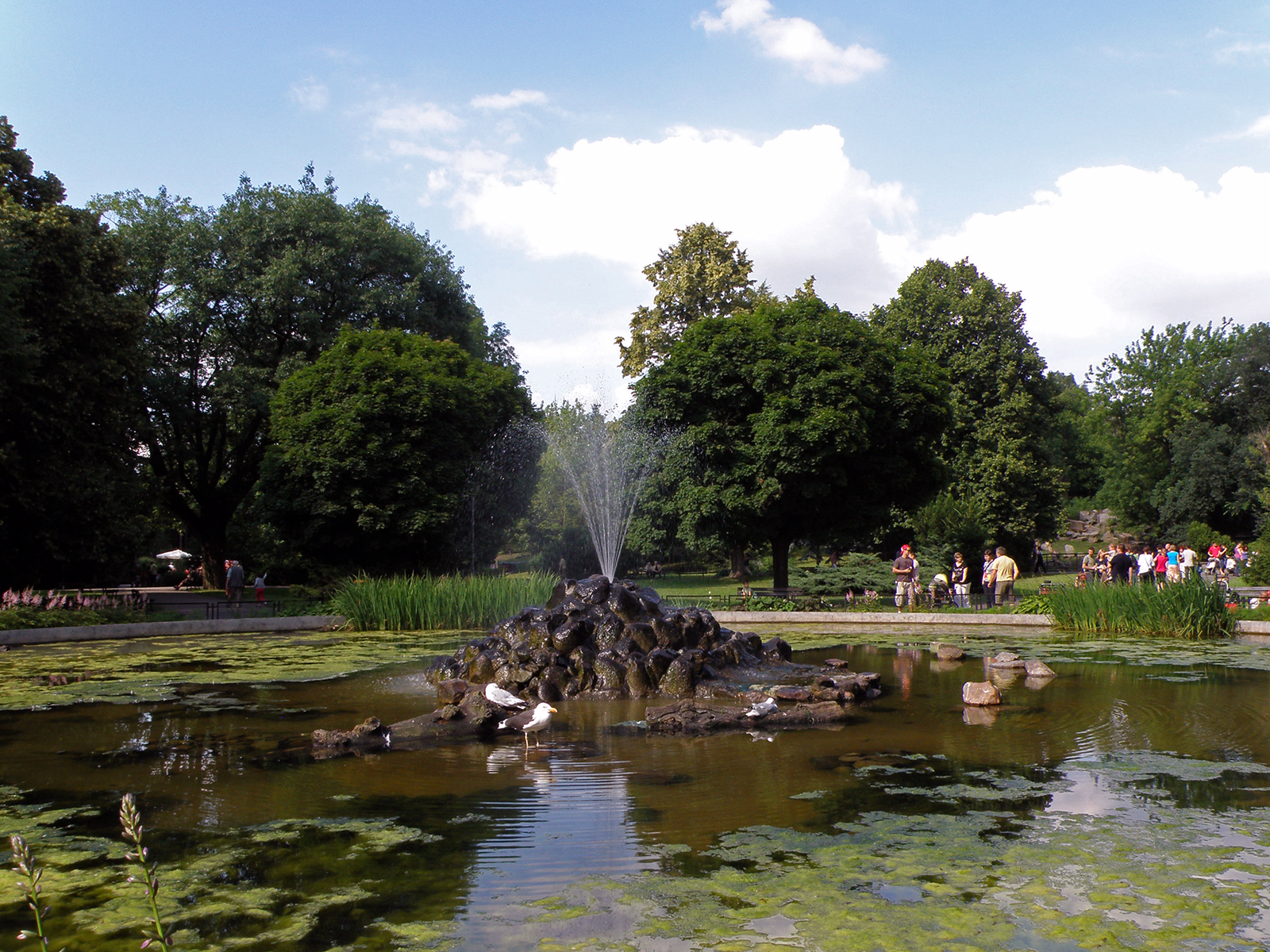
Một cái ao ở Sở thú Warszawa

Vườn thú bị đánh bom thường xuyên vào tháng 9 năm 1939 và nhiều động vật đã chết dưới làn bom, đạn (ví dụ như vượn) hoặc tên lửa (ví dụ như một con voi, một con hươu cao cổ). Sau khi Warsaw đầu hàng người Đức, hầu hết các loài động vật 'có giá trị' (trong mắt người đại diện của nước Đức Lutz Heck) đã được đưa đến khu bảo tồn Schorfeide ở Đức, trong khi những loài khác, được mô tả là 'không có giá trị' đã bị bắn hạ, và sau đó sở thú đã bị đóng cửa. Trong Thế chiến II, Jan abiński, giám đốc, cùng với vợ Antonina và con trai của họ Ryszard, đã cứu hơn 300 người Do Thái khỏi Holocaust. Jan Żabinski bị thương nặng trong cuộc nổi dậy ở Warsaw năm 1944 và bị bắt làm tù binh. Khi ông quay trở lại, động vật bắt đầu được đưa lại vào sở thú, và sở thú được mở cửa trở lại vào năm 1949.

## Triển lãm
Voi
Triển lãm 6.000 mét vuông (65.000 foot vuông) đã được khai trương vào năm 2003, và bao gồm hai bể ngoài trời, một bể trong nhà và các rào chắn trong nhà riêng lẻ và một lối đi trong nhà dành cho những con voi châu Phi. Tính đến năm 2012, ở đây có một con voi đực và ba con cái.
Nhà hà mã và hồ cá mập
Được khai trương vào tháng 4 năm 2010, cơ sở này có cả bể bơi ngoài trời và trong nhà cho hà mã. Hồ bơi hà mã trong nhà bao gồm một khu vực kính lớn, nơi du khách có thể xem hà mã sinh hoạt dưới nước. Đi qua hồ bơi hà mã và thấy trong một căn phòng bóng mờ là một bể nước mặn dung tích 100.000 lít (26.000 gal Mỹ), là bể cá lớn nhất ở Ba Lan. Thủy cung bao gồm một con cá mập hổ cát duy nhất ở Ba Lan, cũng như các loài cá khác, bao gồm cá mập thảm Ả Rập, các loài Zebrasoma, tang vàng và các loài san hô khác.
Nhà khỉ
Nhà khỉ được khai trương vào tháng 9 năm 2008 và là nơi sinh sống của loài khỉ đột và tinh tinh của sở thú. Tính đến năm 2012, vườn thú là nơi cư trú của hai con khỉ đột và chín con tinh tinh. Du khách có thể quan sát những con vượn từ những con đường lớn trong nhà được bao quanh bởi nước hoặc từ bên ngoài của tòa nhà, tách biệt với vượn được quan sát bằng kính.

## Văn hóa thịnh hành
Vào năm 2007, một nhà văn người Mỹ Diane Ackerman đã xuất bản tiểu sử phi hư cấu của mình có tựa đề Vợ của người canh giữ vườn thú, kể câu chuyện về các hoạt động của gia đình Żabiński trong Thế chiến II dựa trên nhật ký của Antonina abińska.
```
Cuốn sách của Ackerman nói về cặp vợ chồng, 
<i id="mwYA"><a href="./The_Zookeeper's_Wife_(film)" rel="mw:WikiLink" data-linkid="128" data-cx="{
&
quot;adapted
&
quot;:false,
&
quot;sourceTitle
&
quot;:{
&
quot;title
&
quot;:
&
quot;The Zookeeper's Wife (film)
&
quot;,
&
quot;description
&
quot;:
&
quot;2017 film by Niki Caro
&
quot;,
&
quot;pagelanguage
&
quot;:
&
quot;en
&
quot;}}" class="cx-link" id="mwYQ" title="The Zookeeper's Wife (film)">Vợ của người canh giữ vườn thú</a>
</i>
, đã được dựng thành phim vào năm 2015 và công chiếu vào ngày 31 tháng 3 năm 2017, với sự tham gia của nữ diễn viên 
người Mỹ
 
Jessica Chastain trong
 vai Antonina và nam diễn viên người Bỉ Johan Heldenbergh đóng vai giám đốc của sở thú Jan.
```

## Hình ảnh

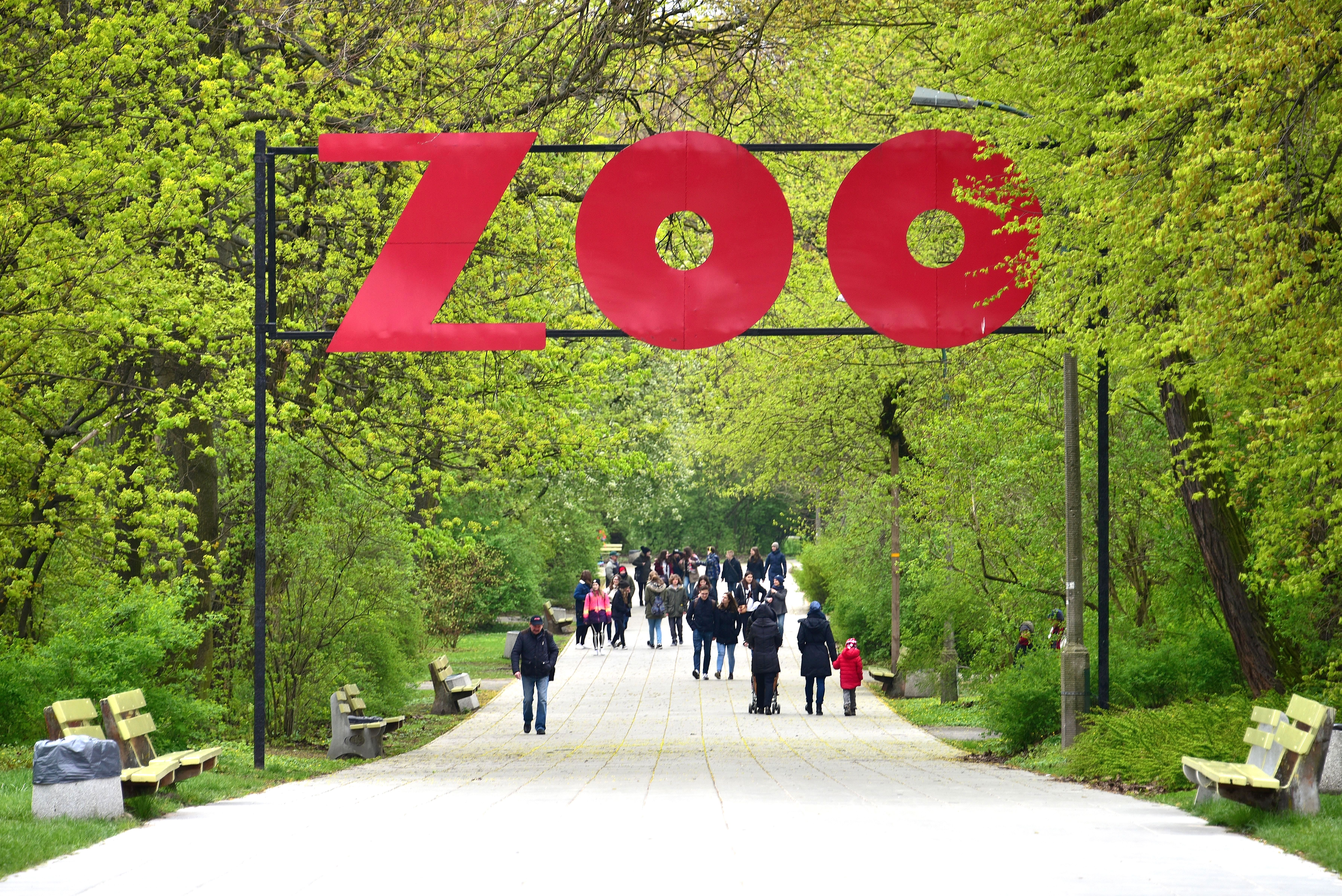
Con đường Kazimierz Lisiecki dẫn đến lối vào chính của Sở thú Warszawa
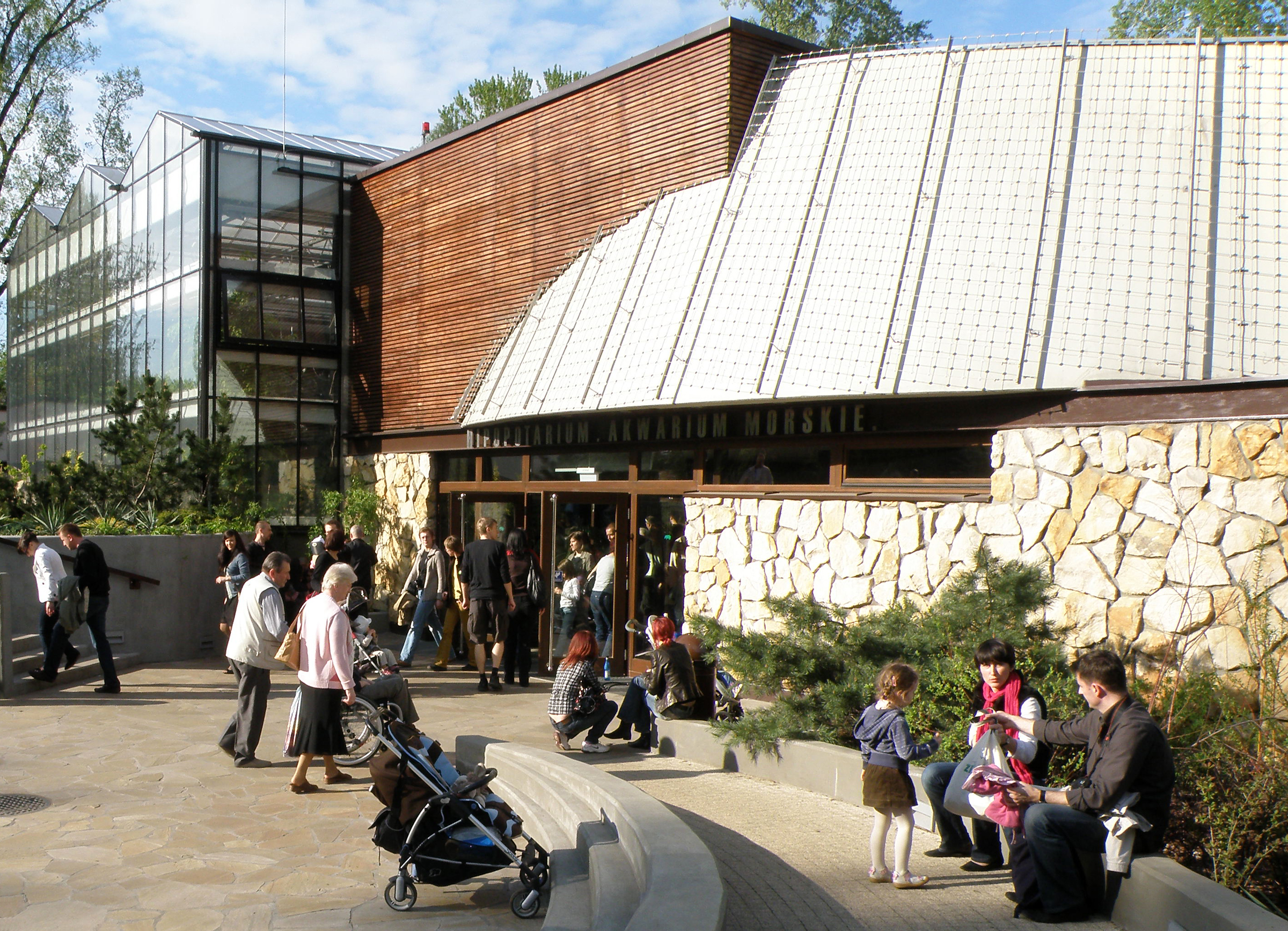
Gian hàng hà mã
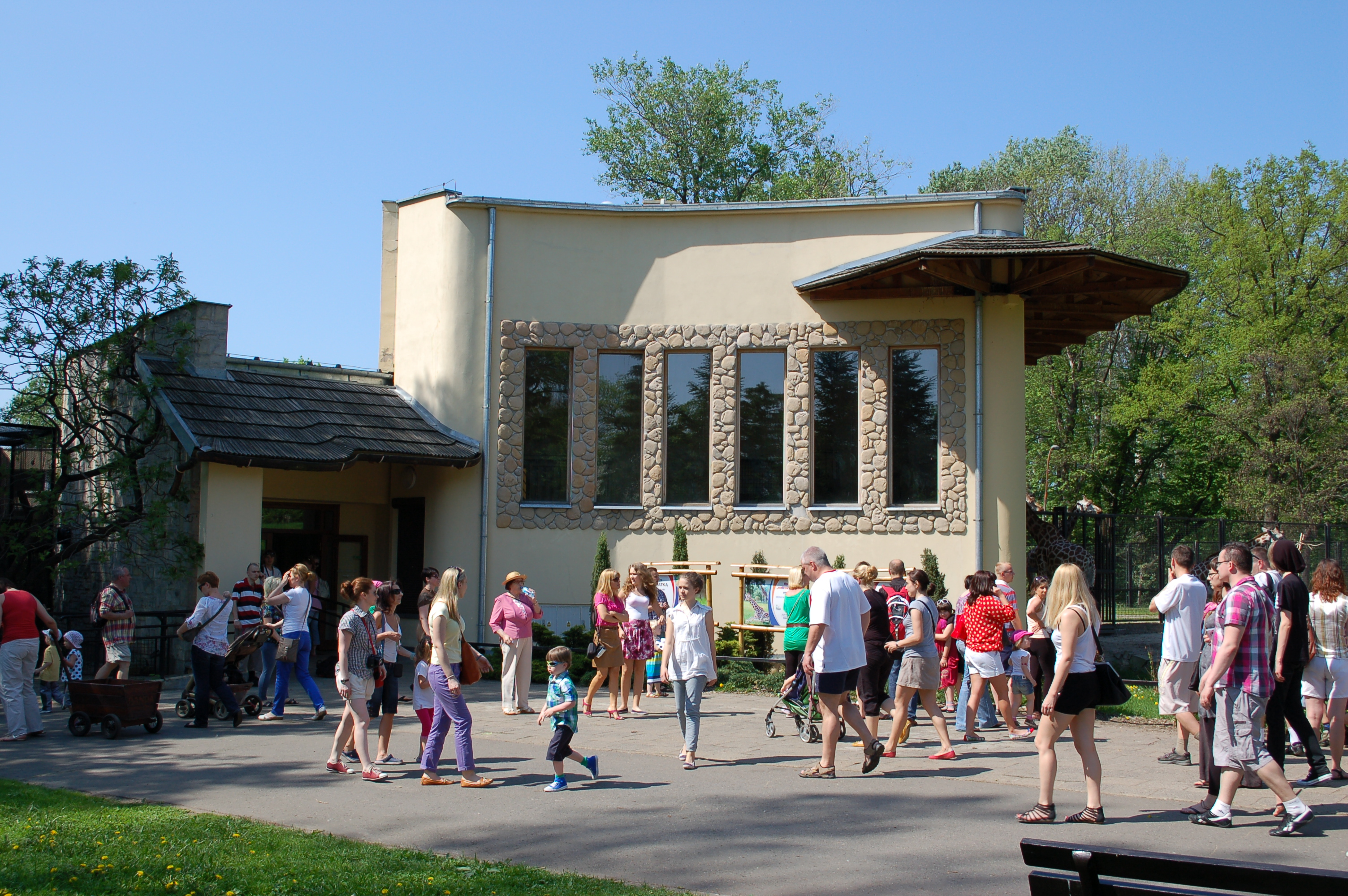
Nhà hươu cao cổ
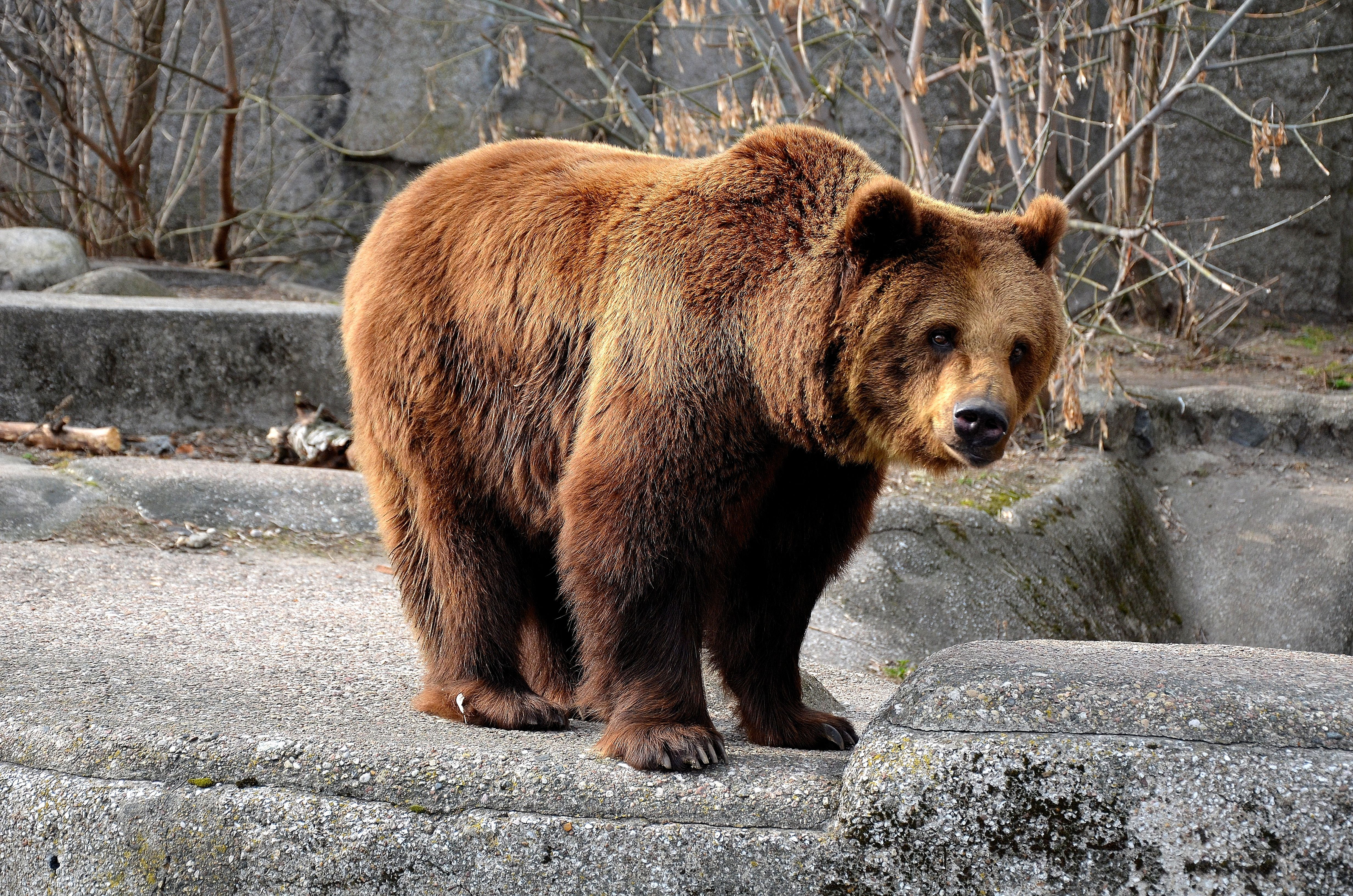
gấu nâu
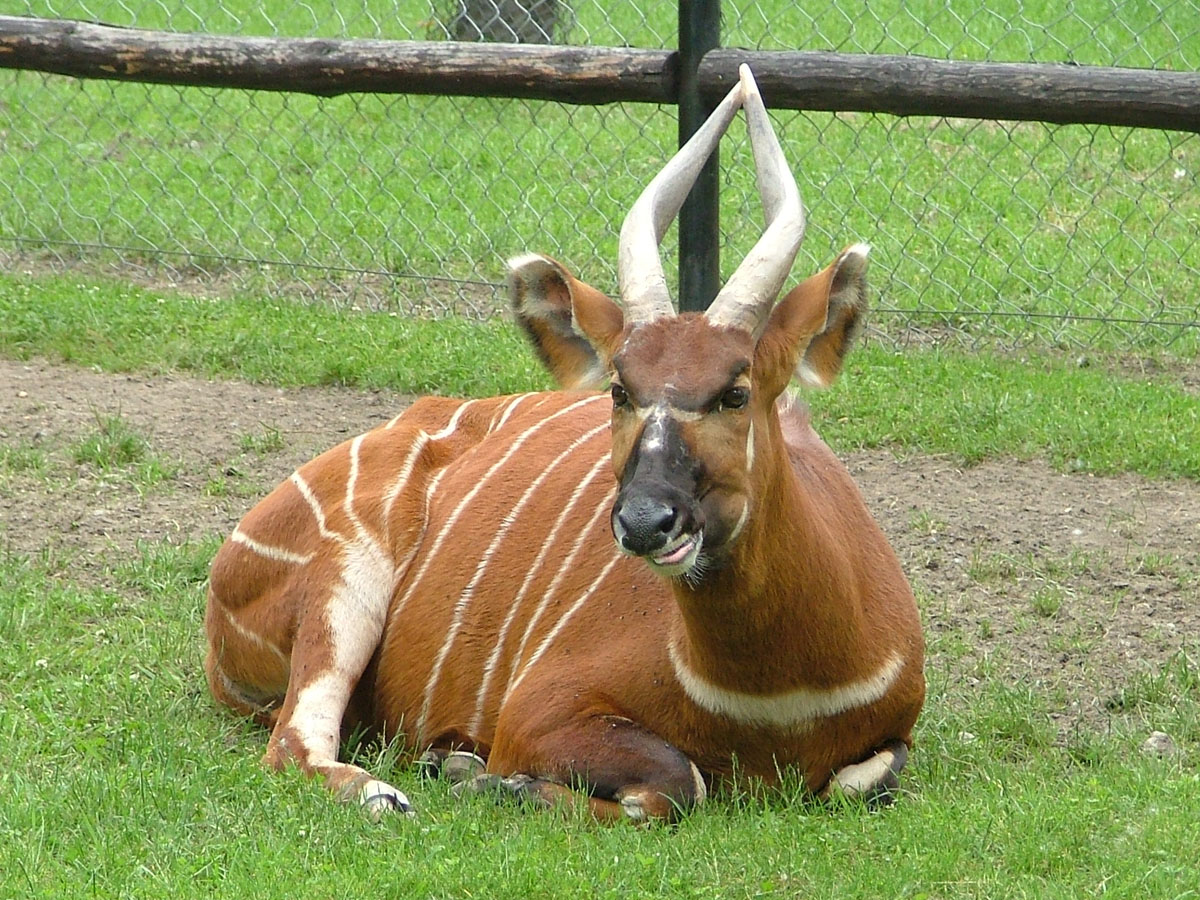
Bongo
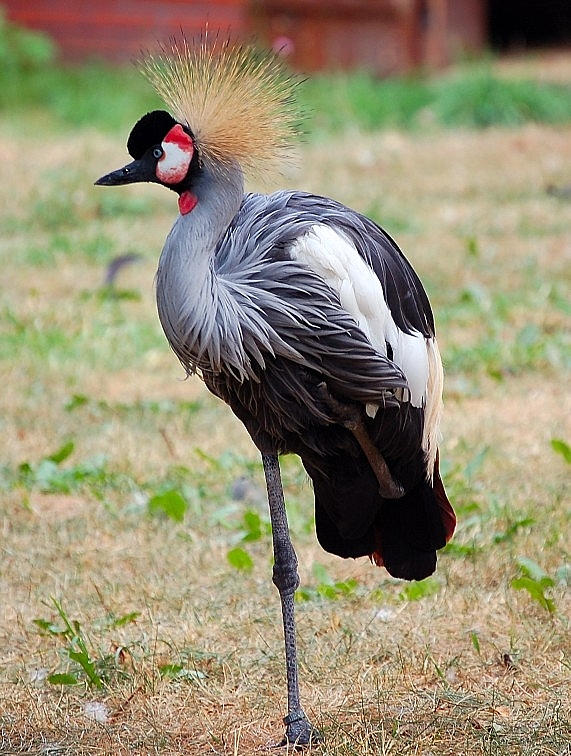
Hạc xám đăng quang
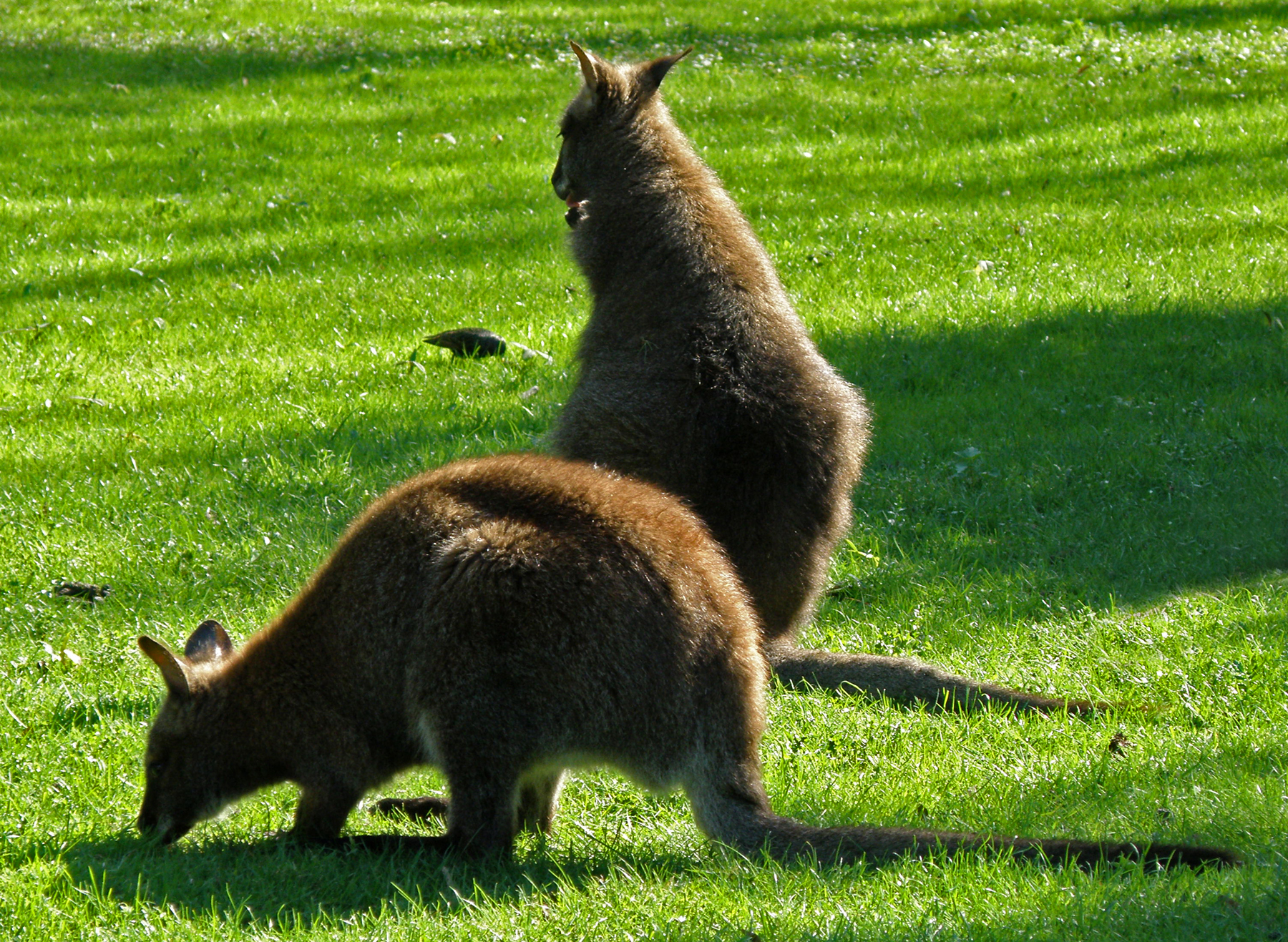
Wallaby cổ đỏ
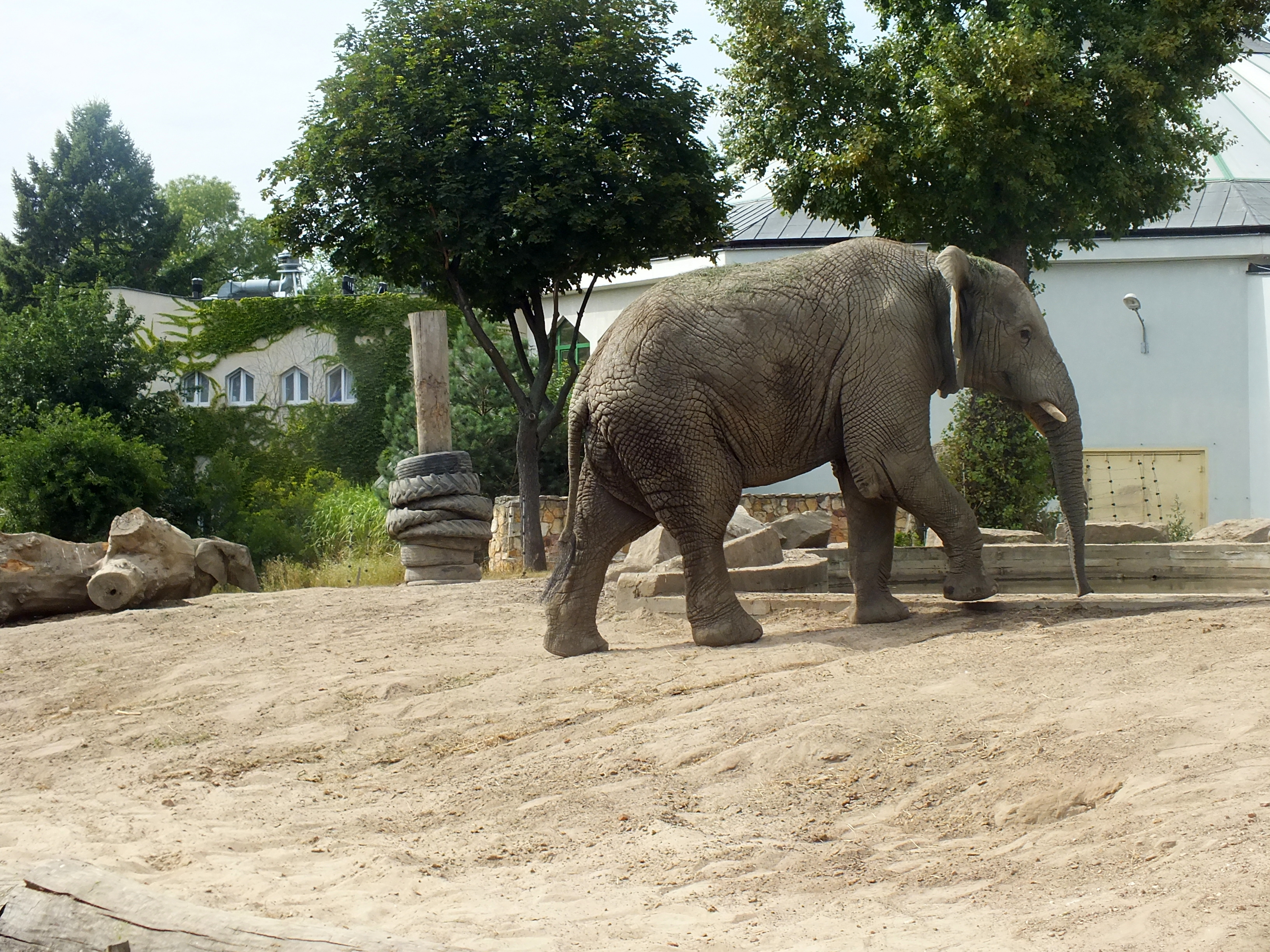
Con voi
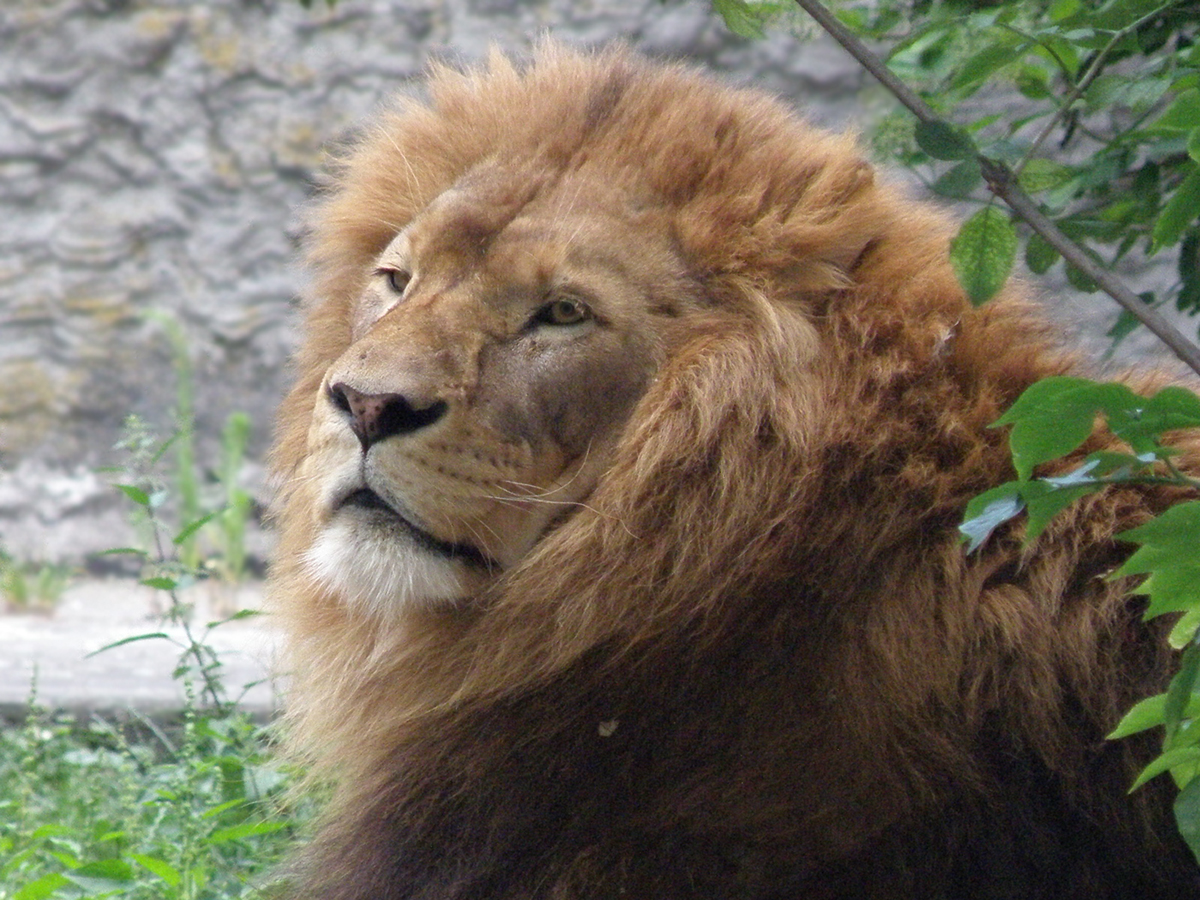
sư tử
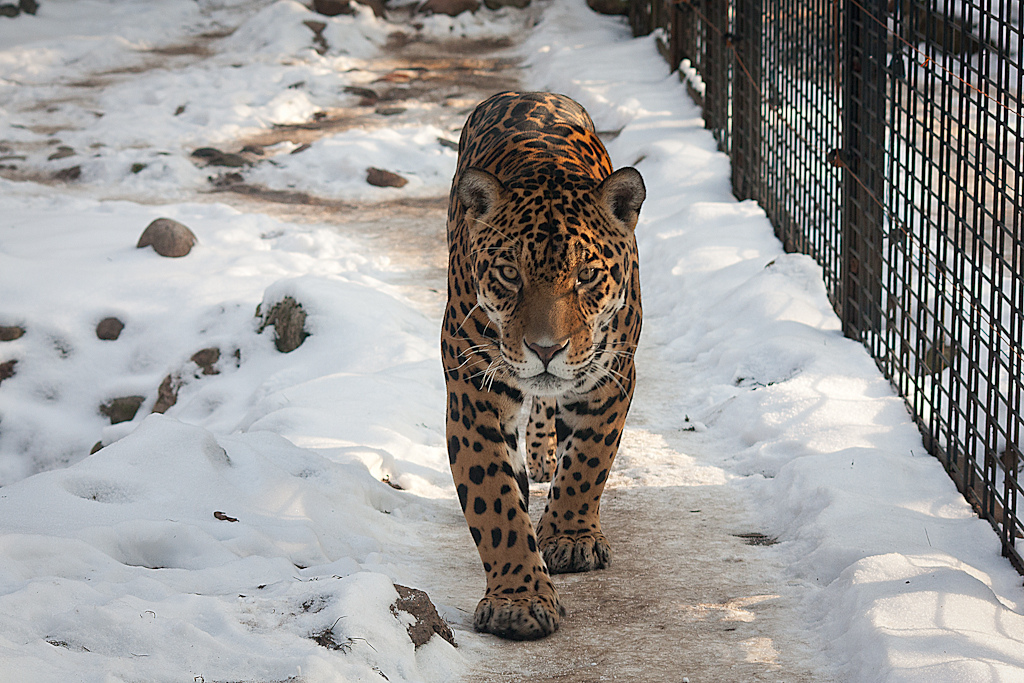
Panthera onca
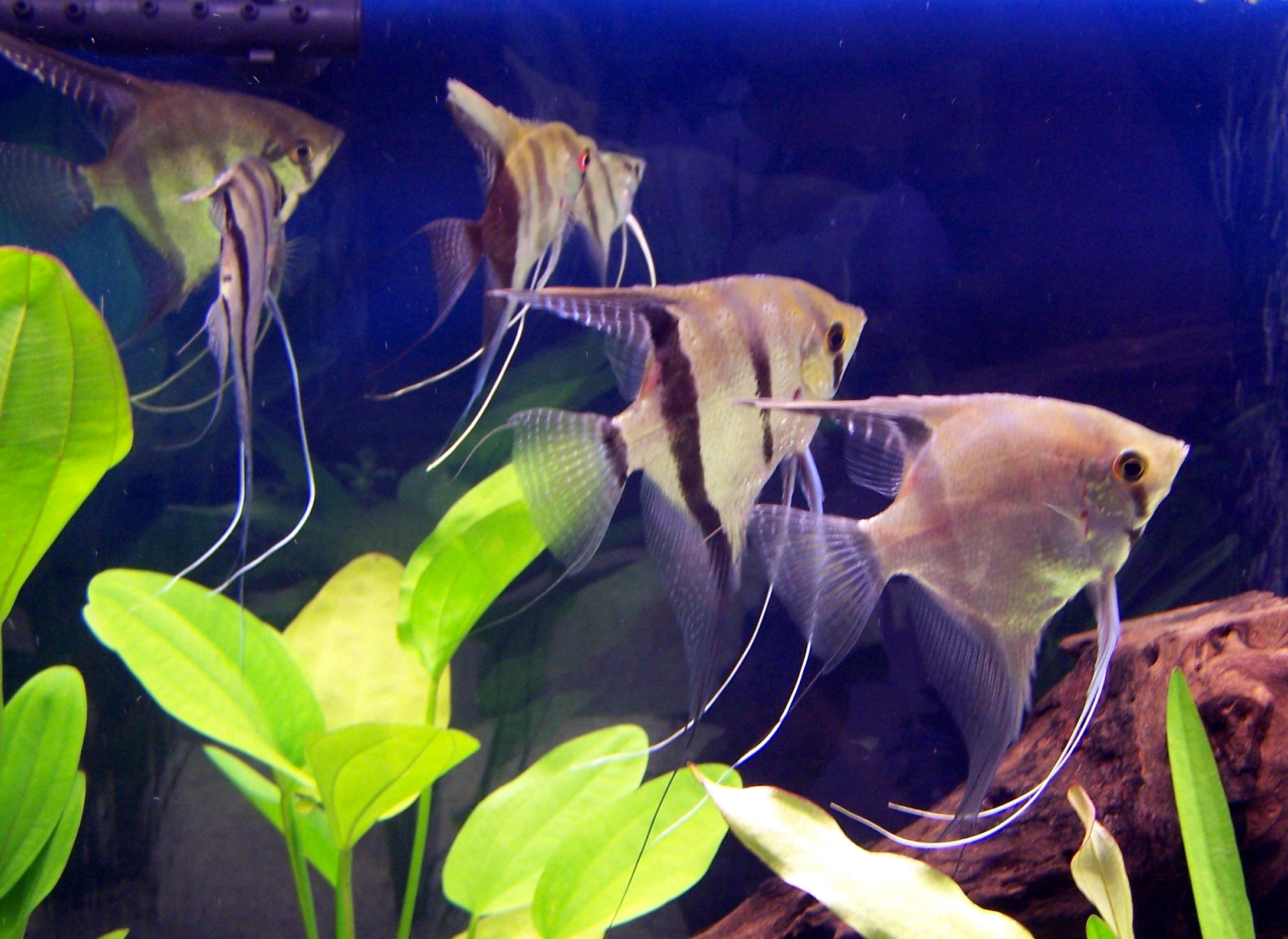
Cá nước ngọt
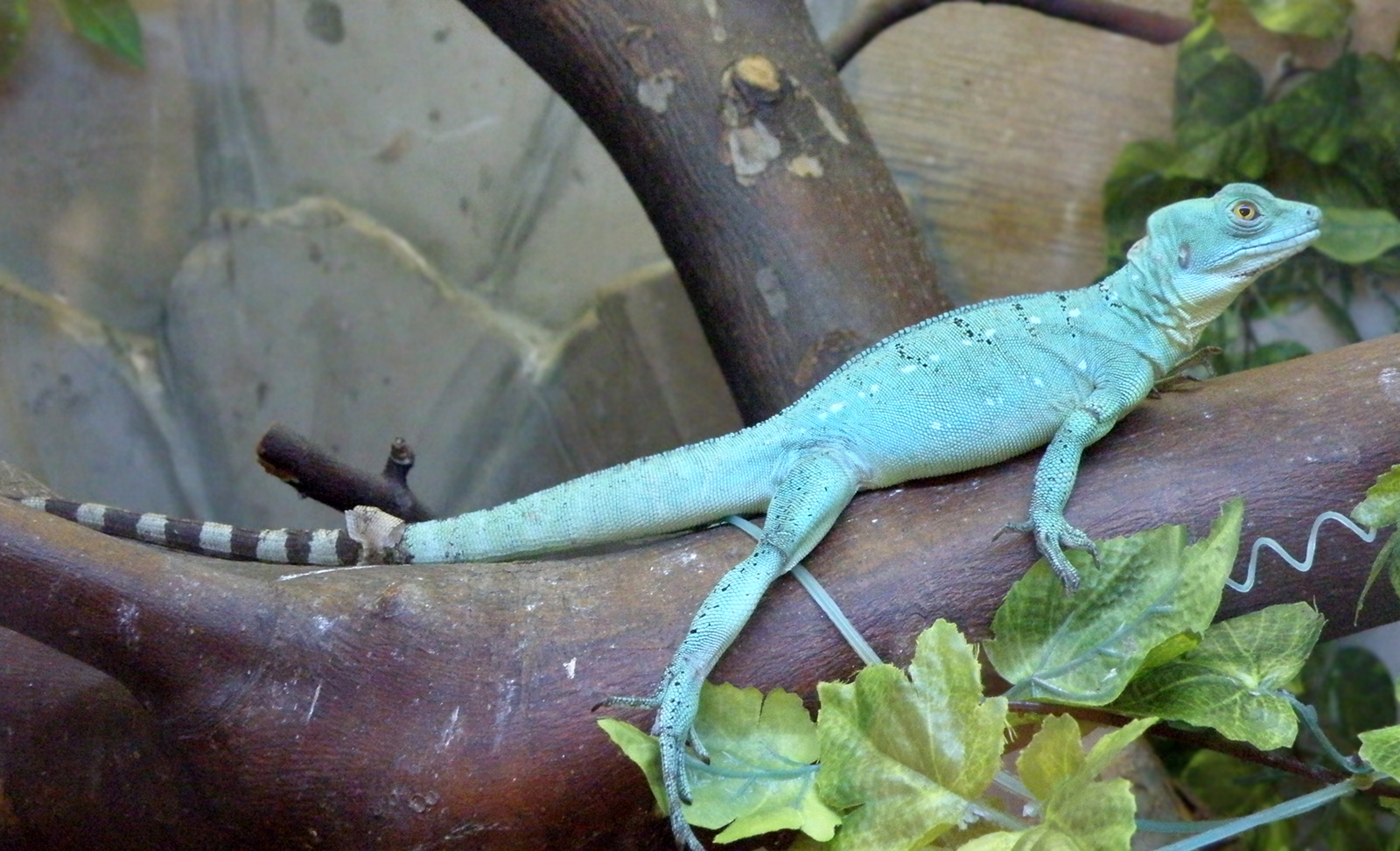
Hoa húng quế
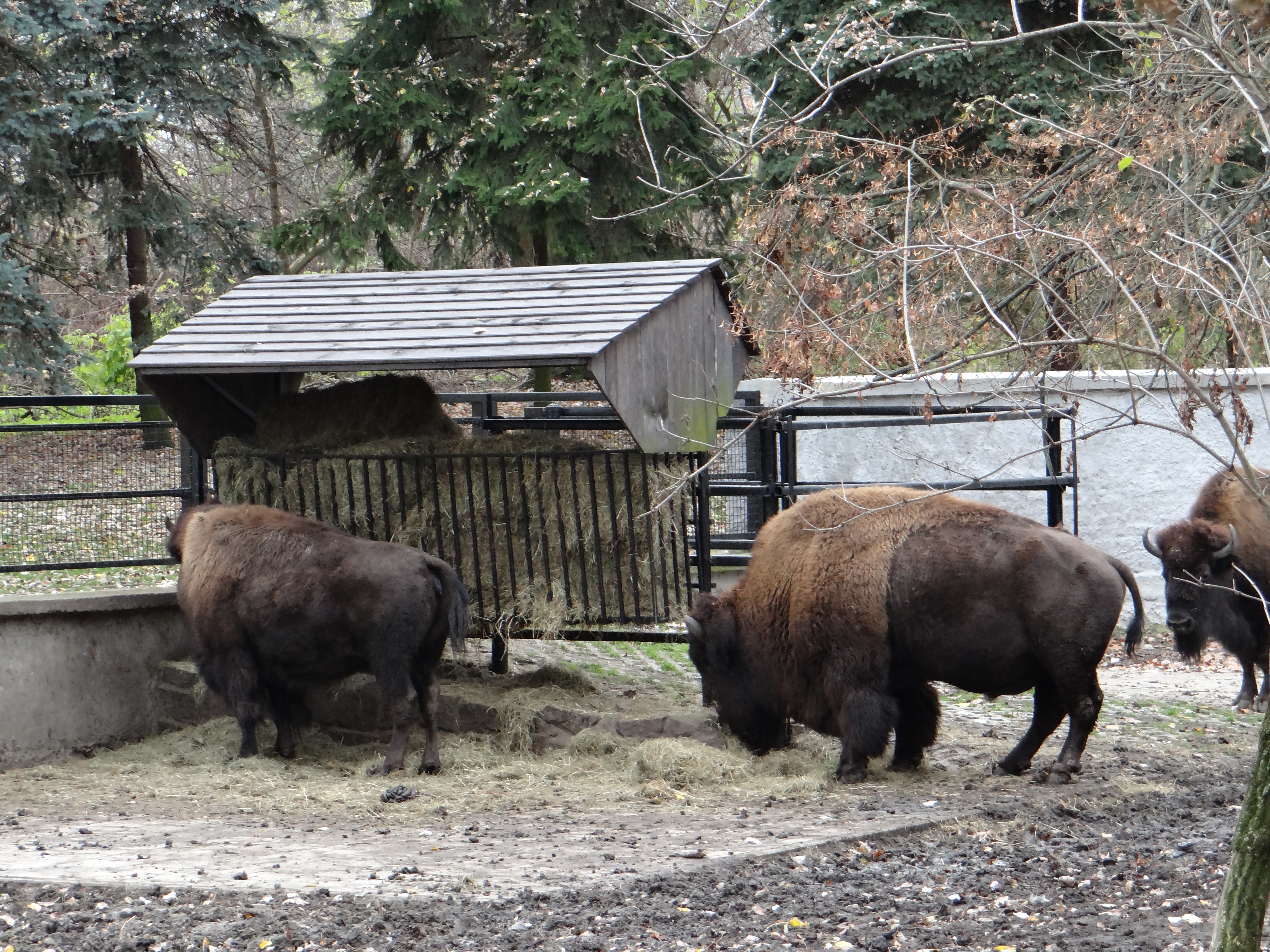
Bisons Mỹ
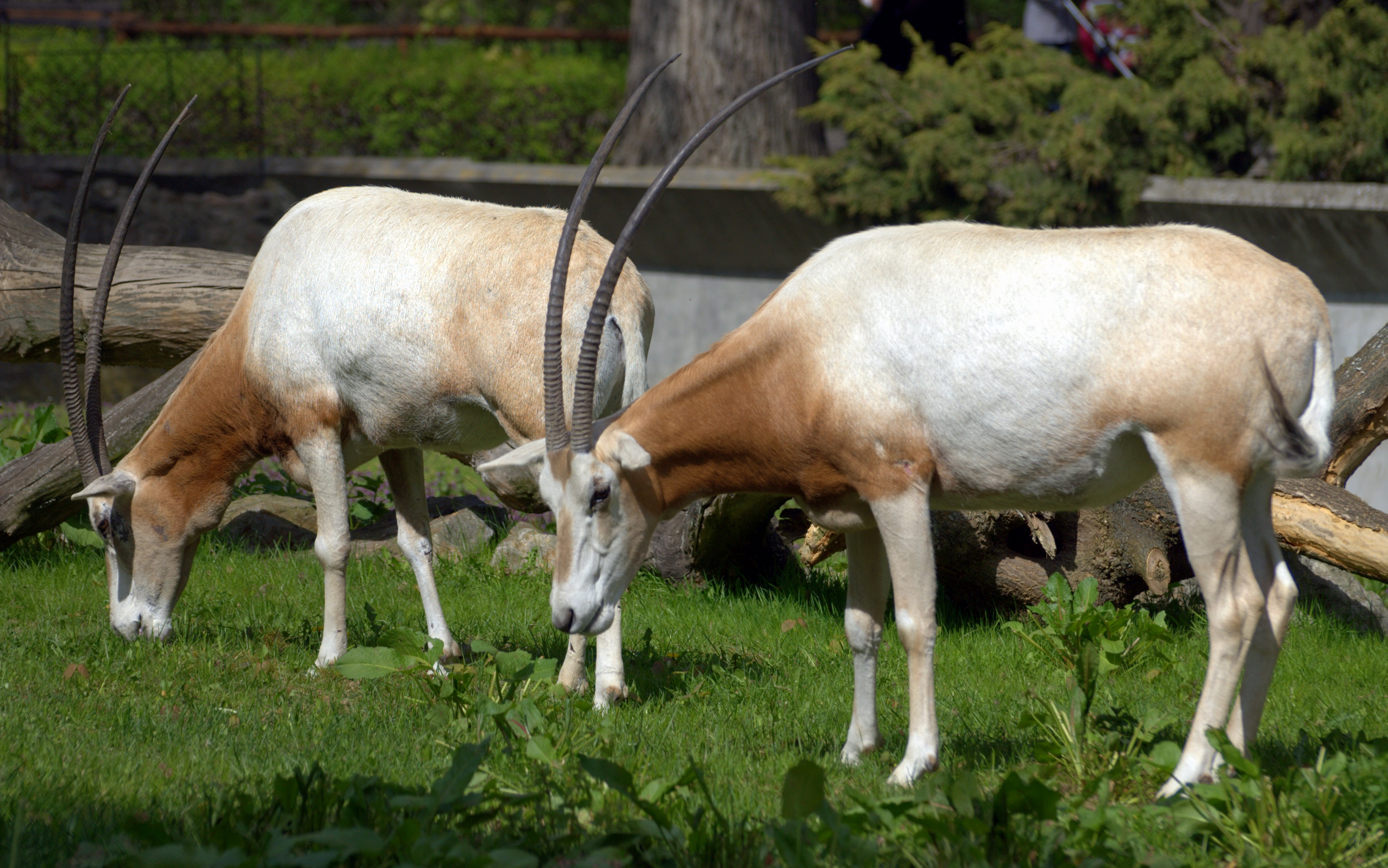
Scimitar oryx
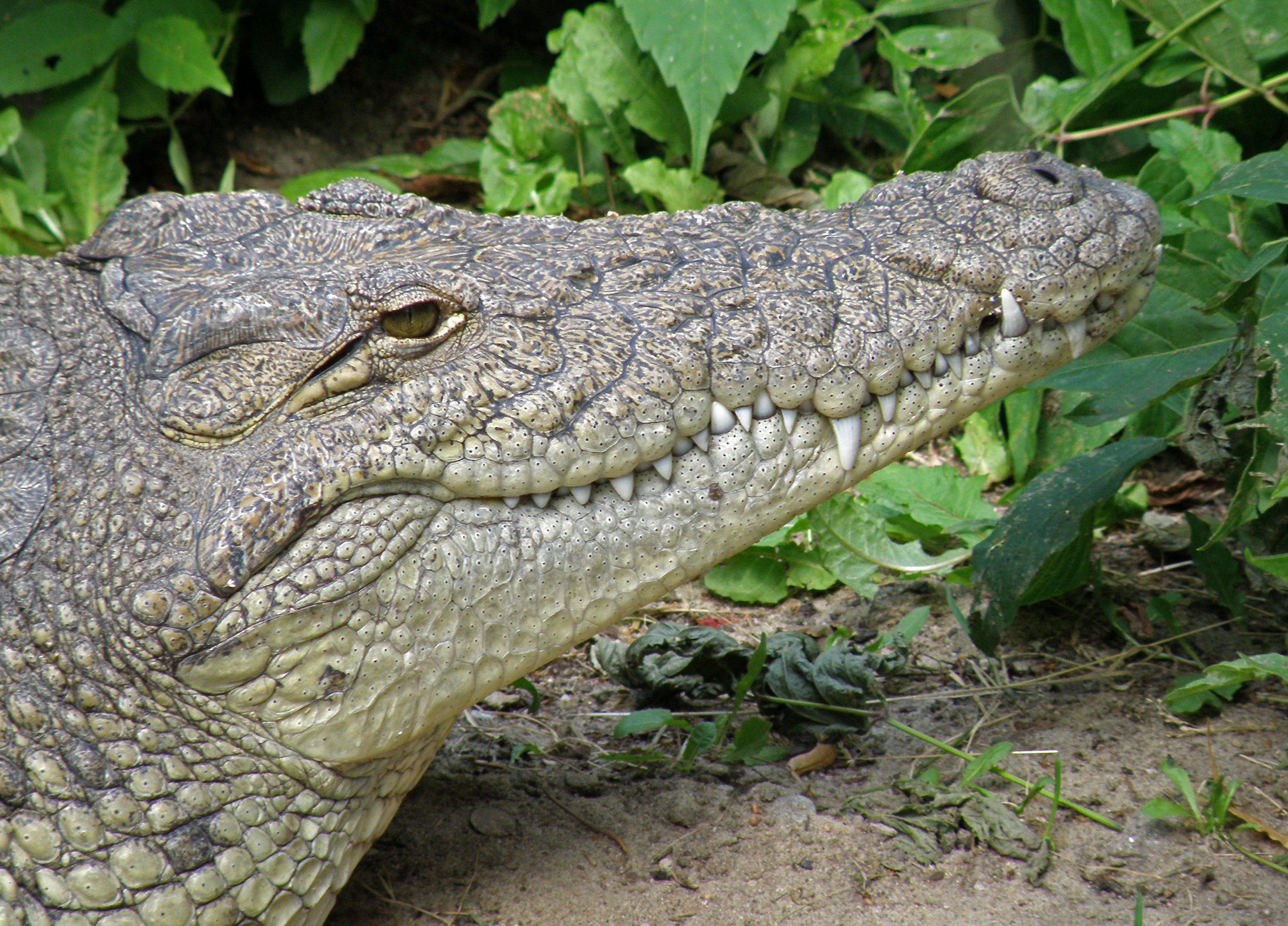
Cá sấu
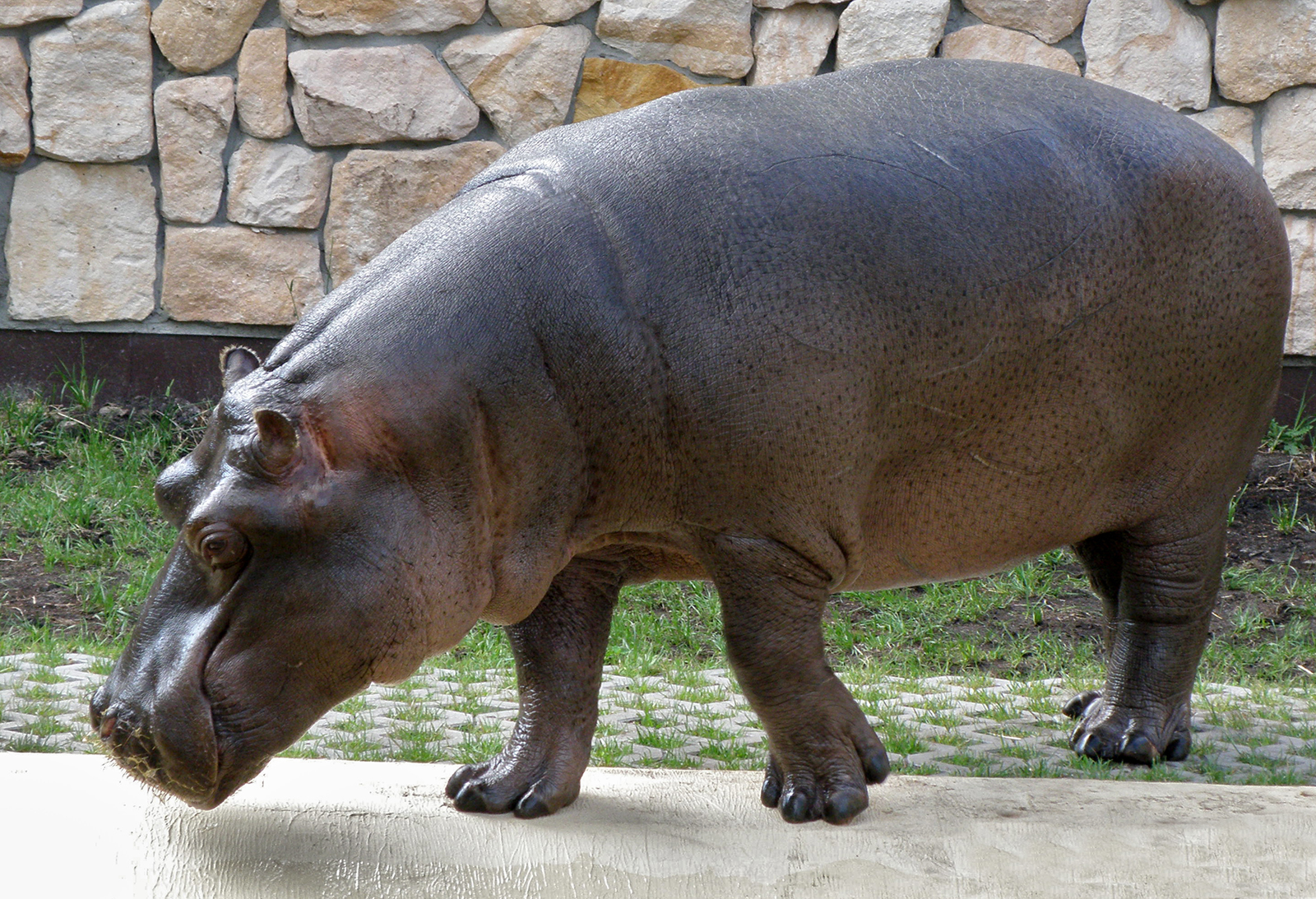
Hà mã
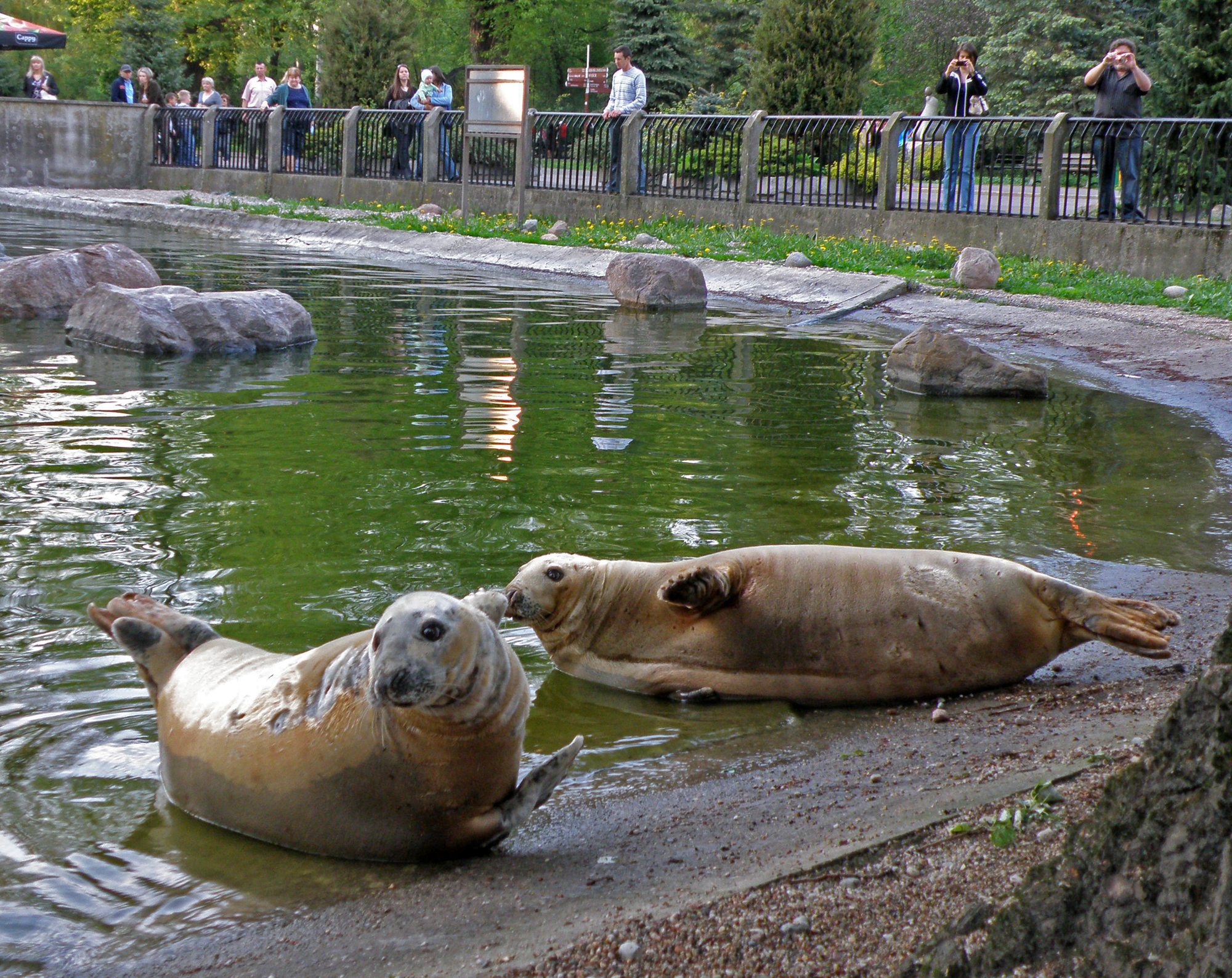
Hải cẩu xám
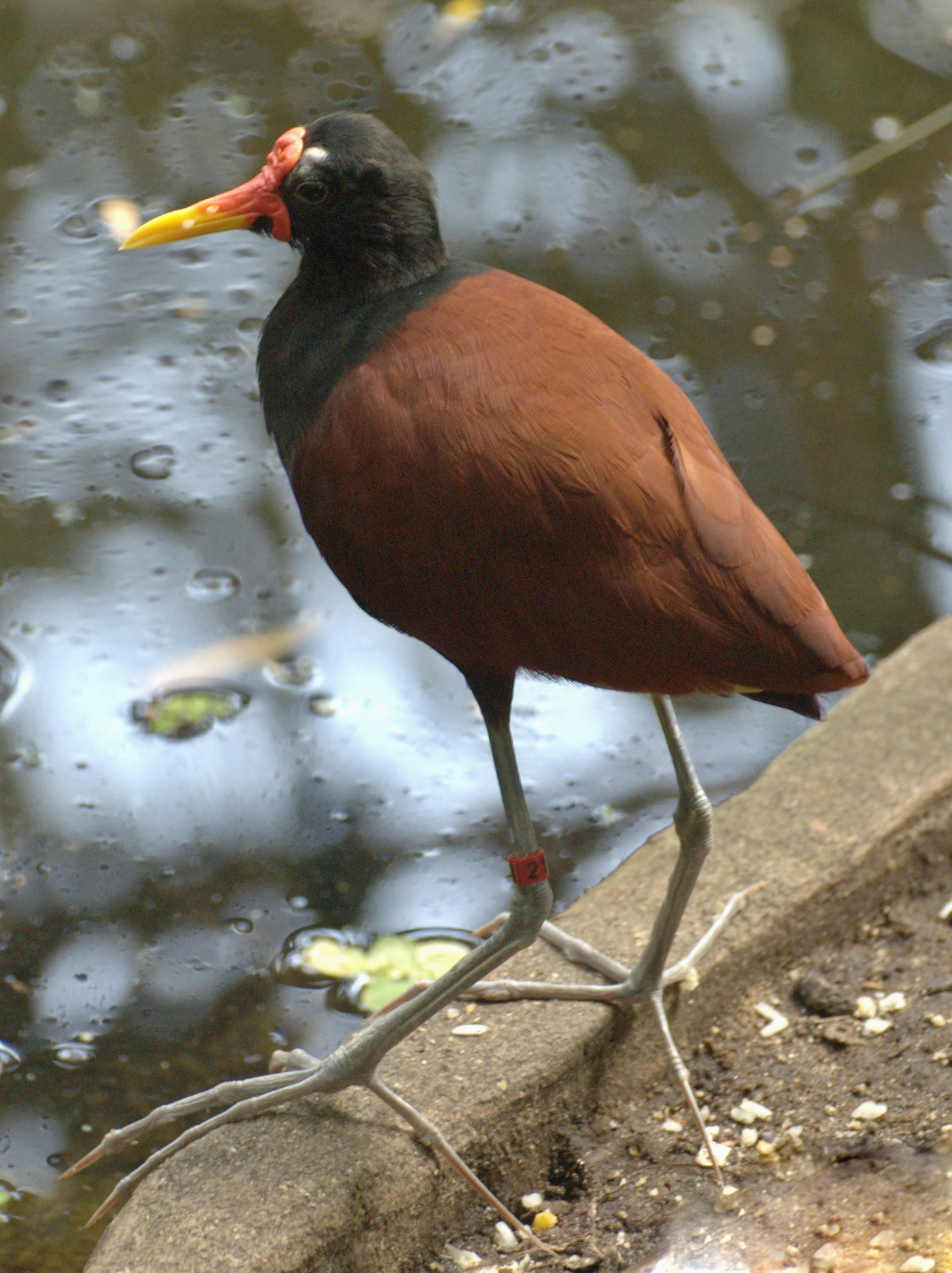
Jacana
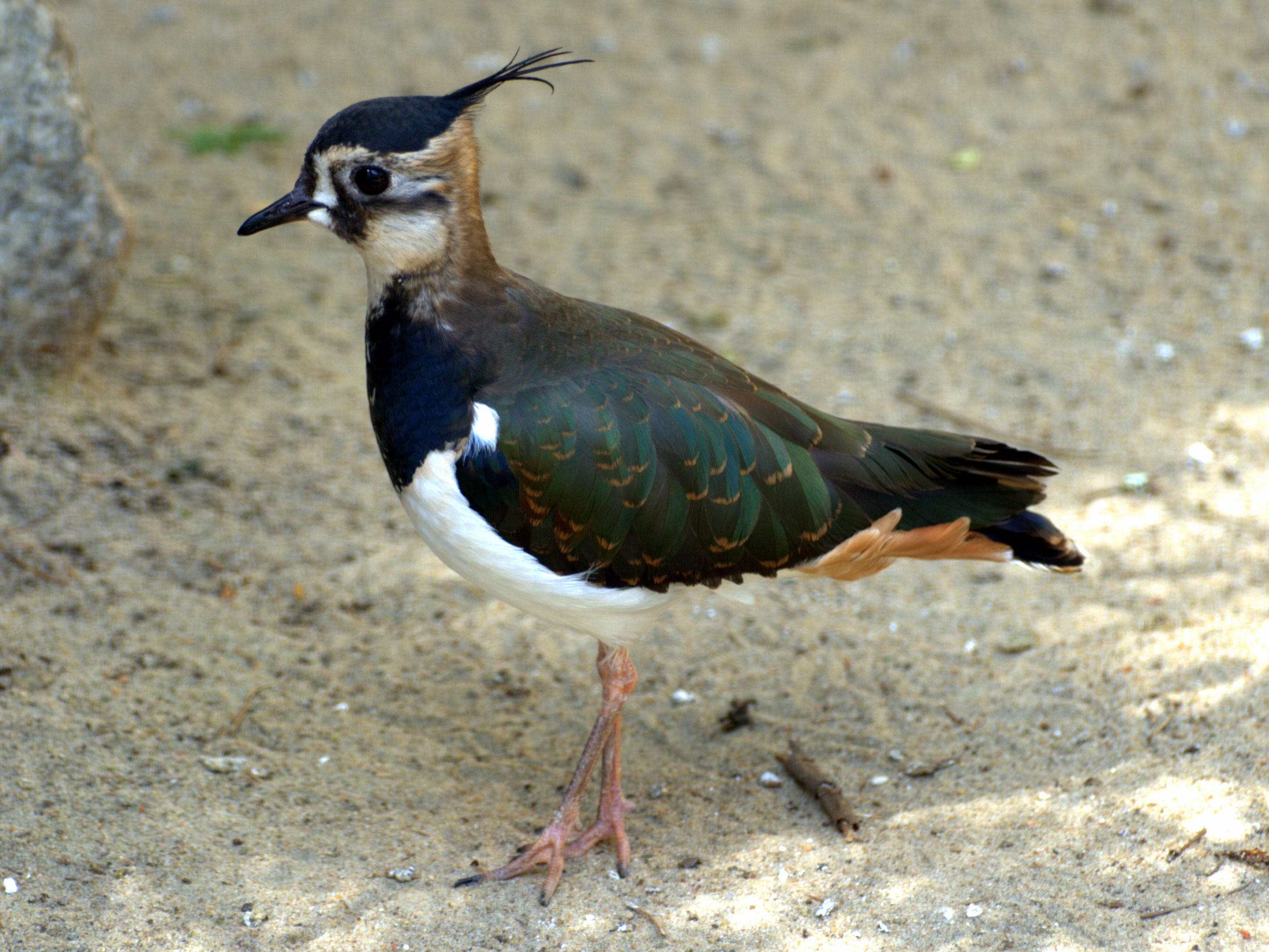
Bắc lapwing
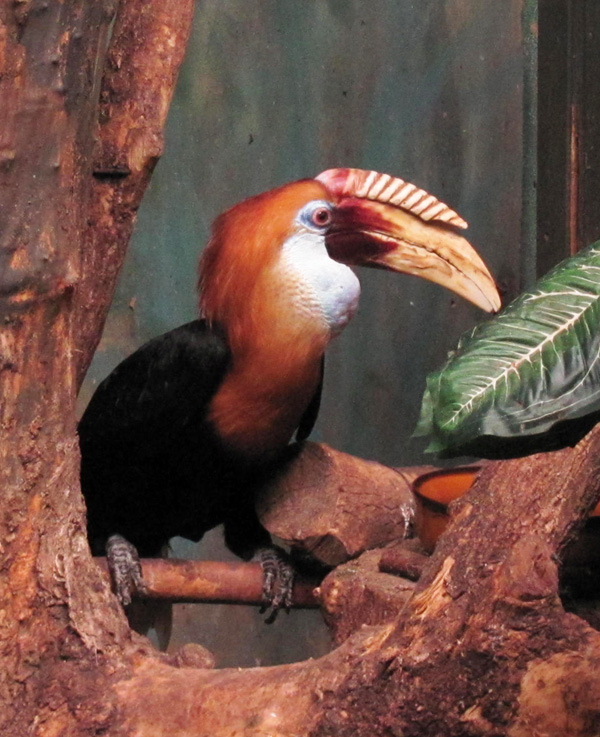
Còi sừng của Blyth
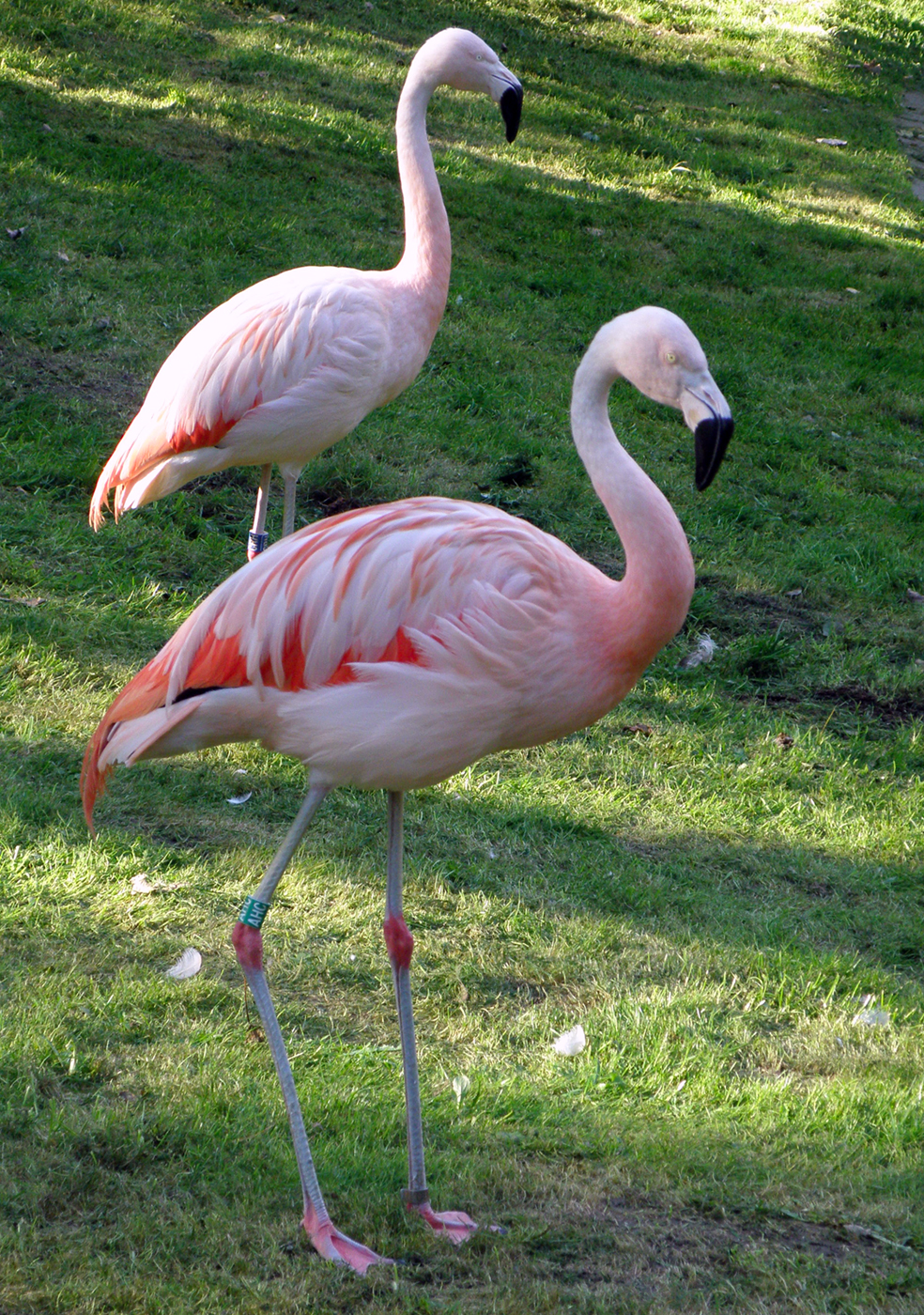
Chim hồng hạc Chile

## liên kết ngoài
- Website chính thức